# Scartella itajobi
Scartella itajobi is een straalvinnige vissensoort uit de familie van de naakte slijmvissen (Blenniidae). De wetenschappelijke naam van de soort is voor het eerst geldig gepubliceerd in 2009 door Rangel & Mendes.